# Kham
Ne doit pas être confondu avec Kham (langue).
Le Kham (tibétain : ཁམས།, Wylie : khams, pinyin tibétain : Kam, chinois : 康 ; pinyin : kāng) est l'une des trois provinces traditionnelles du Tibet, les autres étant l'Ü-Tsang et l'Amdo, habitée principalement par les Khampas (tibétain : ཁམས་པ, Wylie : khams pa).
Cette division du Tibet en trois régions qui domine chez les Tibétains en exil est relativement récente. Au XVIIe siècle, les trois divisions étaient le Ngari Korsum, l'Ü-Tsang et le Dokham (comprenant l'Amdo et le Kham).
Situé dans le sud-est du Tibet, le Kham est aujourd'hui éclaté entre la région autonome du Tibet et les provinces du Sichuan, du Yunnan, du Qinghai et du Gansu en république populaire de Chine.

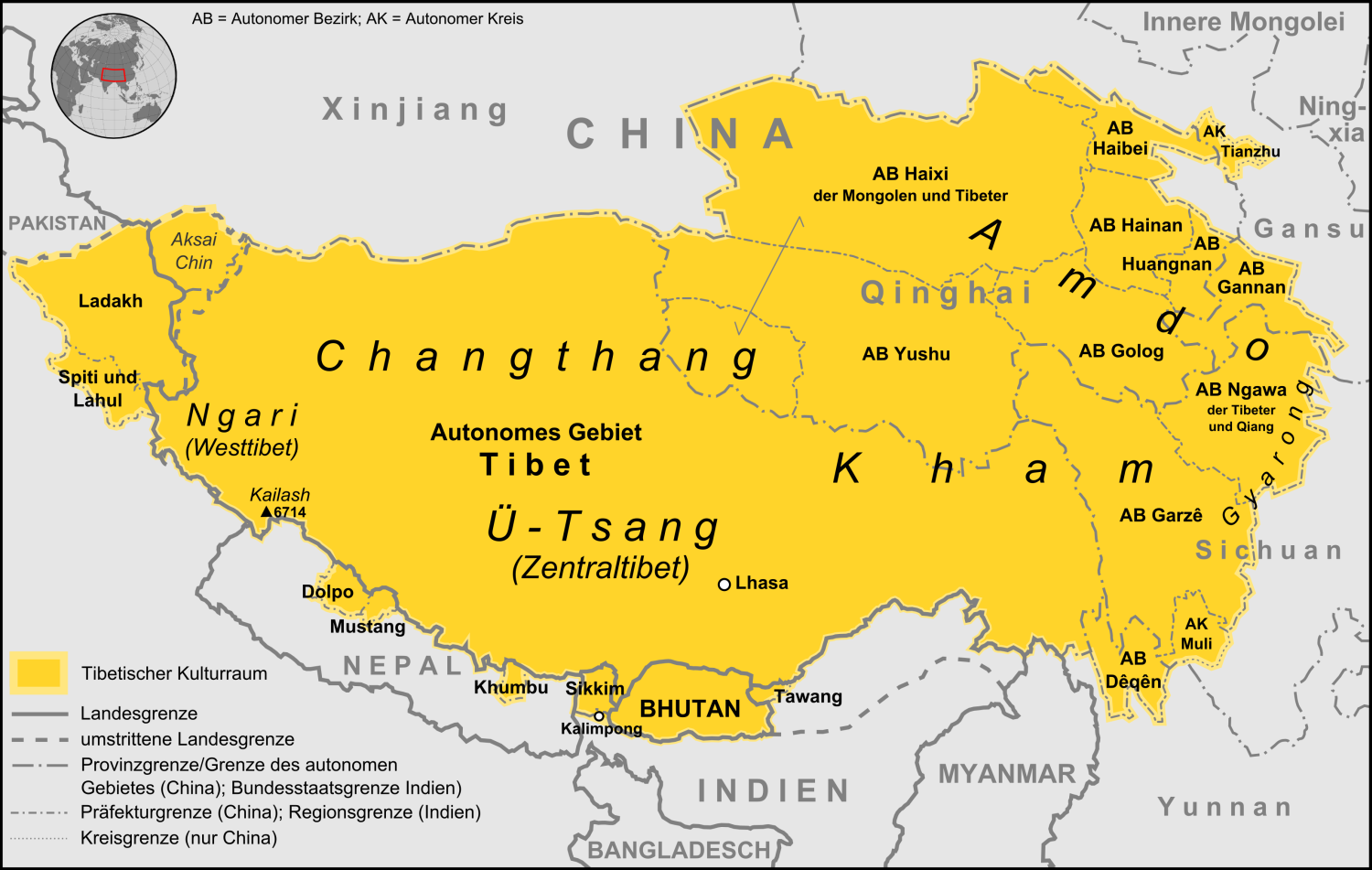
Situation du Kham, région dans le Tibet oriental d'après Andreas Gruschke

## Géographie
La plus grande partie de la région du Kham recouvre l'est de la région autonome du Tibet (préfecture de Qamdo) et l'ouest de la province du Sichuan (préfecture autonome tibétaine de Garzê et préfecture autonome tibétaine et qiang d'Aba, district du Xian autonome tibétain de Muli), avec des parties plus petites dans les provinces du Qinghai (sud-est de la préfecture autonome tibétaine de Yushu), du Yunnan (préfecture autonome tibétaine de Dêqên) et du Gansu.

### Subdivisions en royaumes et États horpa
Le Kham était divisé en cinq royaumes principaux dirigés par ce que l'on appelle en chinois tusi (chef tribal, chargé de gouverner pour le pouvoir central) et en tibétain gyelpo ou gyalpo (rois) : les royaumes de Chakla (ou Chagla), de Dergé, de Litang, de Nangchen et de Lhato. 
La province comportait aussi cinq États secondaires horpa de la région de Trehor, proche de Kantzé et d’autres territoires au Nord, au Sud et à l’Ouest, gouvernés par des gouverneurs placés par les dix royaumes majeurs. 
Les royaumes de Batang et de Nyarong étaient aussi situés dans le Kham.

## Histoire
Au XVIIe siècle, l’armée mongole des Qoshots (des Dzoungars) unifie le Tibet central (alors séparé en Tsang, gouverné par Karma Tenkyong Wangpo et Ü) au sein du Khanat qoshot, dont il devient maître sous le règne de Güshi Khan, il en devient le roi et place Lobsang Gyatso, le 5e dalaï-lama au pouvoir religieux, en particulier en convertissant les royaumes du Kham à la tradition Gelugpa et en plaçant sous l’autorité du dalaï-lama la région de Kartzé qui fut divisée en 5 principautés (horpa). Deux dzongs furent construits à cette même époque à Kartzé à proximité de la Dza-chu (Yarlung). L’un d’entre eux fut occupé et transformé en caserne par les troupes de Chao Er-Feng. Ces 2 dzongs ont été détruits.
Selon Roland Barraux, Le règne du 5e dalaï-lama (Lobsang Gyatso) eut pour résultat l'unification du Tibet en une nation. L'indépendance de son pouvoir s'étendait à toutes les anciennes provinces tibétaines, y compris le Kham et l'Amdo.
Après l'expédition militaire britannique au Tibet (1903-1904), en 1904, aboutissant à la fuite de Thubten Gyatso, 13e dalaï-lama en Mongolie puis en Chine, et la Convention entre la Grande-Bretagne et le Tibet, le depa[Quoi ?] de Litang prend part au soulèvement de Batang contre l'empire Qing. La révolte est rapidement réprimée par les troupes impériales commandées par Zhao Erfeng, lequel fait exécuter le depa de Litang et celui de Batang. En 1906, la position de depa est abolie au profit de responsables administratifs chinois.
En 1905, alors que l'empire mandchou de la dynastie Qing est en déclin, les frères Zhao Erfeng et Zhao Erxun (趙爾巽）, seigneurs de guerre chinois, se partagent la tâche de découper le Tibet en différentes régions administratives.
En 1906, la Convention entre la Grande-Bretagne et la Chine relative au Tibet, reprend et modifie celle de 1904.
En 1910, les troupes de Zhao Erfeng occupent Lhassa, et il tente de placer le Tibet, d'après Chögyam Trungpa Rinpoché, pour la première fois de son histoire sous administration directe de la Chine.
Après la révolution chinoise de 1911 et l'effondrement de la dynastie mandchoue des Qing, les Tibétains renient la suzeraineté en déclin exercée par l'empereur depuis 1720 sur le Tibet, et ils chassent les garnisons chinoises des deux provinces du Tibet central, le Ü et le Tsang.

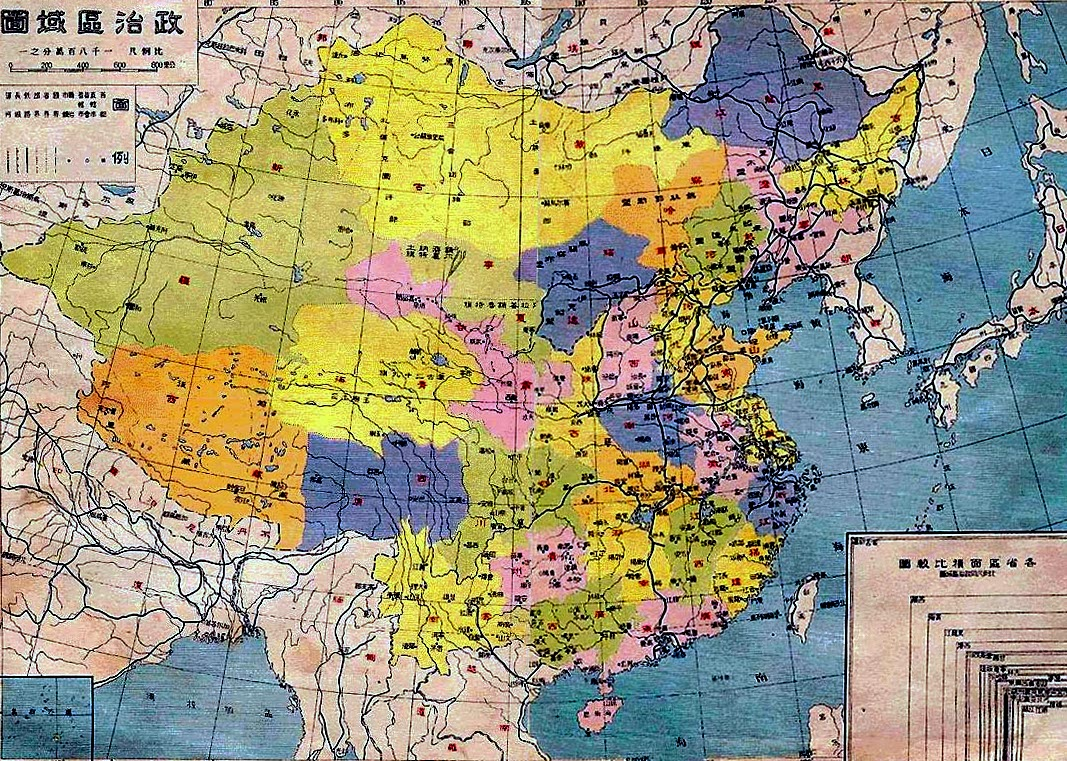
Carte de Chine publiée par le journal chinois Shen Bao en 1936, figurant le Xikang en bleu foncé

À l'issue de la conférence de Simla, à laquelle participent les plénipotentiaires de la Grande-Bretagne, de la Chine, et du Tibet, Henry Mac-Mahon tranche le 11 mars 1914 pour résoudre les problèmes frontaliers par un accord, la convention de Simla. Cette Convention propose notamment la division du Tibet en « Tibet Extérieur » sous l'administration du gouvernement du dalaï-lama et « Tibet Intérieur » où Lhassa aurait l'autorité spirituelle uniquement, les deux secteurs étant considérés comme sous la « suzeraineté » chinoise. Les trois représentants paraphent l'accord le 27 avril 1914. Pékin s'oppose à la frontière proposée entre Tibet Intérieur et Extérieur, et renie l'accord et le paraphe de son délégué. Les Tibétains contestent les frontières orientales du Tibet avec la Chine.
En 1918, les forces tibétaines réussissent à occuper la partie orientale du Kham, qui demeure une province du Tibet ayant pour centre administratif Chamdo, la capitale du Kham. Ainsi, avec le traité de Rongbatsa, le Kham oriental, à l'ouest des territoires du Yangtze Supérieur, est sous administration du gouvernement tibétain. Le Domed Chikyab (le Gouverneur Général du Kham) est responsable des questions administratives et militaires du Kham. 
De 1928 à 1931, la clique du Sichuan désirait ardemment s'emparer de toute la province du Xikang à son profit[Quoi ?] et contestait le contrôle du Kham par le Tibet. En reniant en 1931 le traité de Rongbatsa, la clique du Sichuan provoqua la guerre sino-tibétaine. Jusqu'en 1932, les armées tibétaines vainquirent les chinois et occupèrent tout le Xikang. Mais, écrasé par la clique des Ma dans la guerre Tibet-Qinghai de 1932-1933, les armées tibétaines du Kham durent se replier. Finalement, la trêve signée en 1933 sanctionna la perte définitive du Kham oriental qui sera incorporé dans le Sichuan. 
Robert W. Ford, nommé membre du gouvernement tibétain, qui prend ses fonctions à Chamdo avant d'être capturé en 1950 par l'armée chinoise de Mao Zedong lors de leur intervention dans cette région, relate l'indépendance de cette région dans son livre Tibet rouge, capturé par l’armée chinoise au Kham. Curieusement, les districts du Kham à l'est du Yangze, restés nommément aux mains des Chinois, sont plus indépendants, les Khampas ayant une nette préférence pour l'autorité de leurs propres chefs, que Chögyam Trungpa Rinpoché nomme « rois », ce qui n'empêche pas leur loyauté envers le dalaï-lama, en tant que chef spirituel de divers peuples tibétains.
Le 7 octobre 1950, l'armée de la république populaire de Chine entre au Tibet sur trois fronts. Sur le front du Xinjiang, l’armée pénètre l’ouest du Tibet par la province de Ngari, sur le front de l’Amdo et enfin sur le front du Kham avec une force de 40 000 soldats d’après le gouvernement tibétain en exil, ou de 84 000 selon le journaliste Pierre-Antoine Donnet ; les 5 000 hommes de l’armée tibétaine ne peuvent tenir bien longtemps, mais un mouvement de résistance tibétaine se développe dans le Kham et l’Amdo. Des révoltes éclatèrent en 1955 -1956, quand des cadres chinois du Parti communiste venaient dans les villages pour mettre en œuvre la politique de collectivisation des terres. La plupart des gens refusaient de collaborer et soutenaient avec insistance qu'il n' y avait pas besoin de réforme agraire. Quand les cadres étaient escortés par des soldats, ils étaient attaqués ou bien les gens refusaient de coopérer.
En 1956 débute à Litang une révolte des Tibétains, qui s'étend la même année à l’ensemble du Kham, puis en 1957 et 1958 à l’Amdo, et en 1958 et 1959 à Ü-Tsang, pour atteindre Lhassa et culminer dans la révolte de 1959 et l’exil du 14e dalaï-lama.  Après l'intervention chinoise au Tibet, les provinces tibétaines de l'Amdo et du Kham sont intégrées aux provinces chinoises du Qinghai et du Xikang.
En 1965, pour le réalisateur Michael Buckley, le territoire tibétain est entièrement découpé. En 1965, le Tibet est officiellement découpé entre diverses provinces : la région autonome du Tibet (incluant essentiellement le Ü-Tsang), le Sichuan et le Yunnan (incluant essentiellement le Kham), le Qinghai et le Gansu (incluant essentiellement l’Amdo),.

## Culture
Le Kham est une province traditionnelle tibétaine, où s'est notamment développé le bouddhisme tibétain, comme l'atteste le grand nombre de monastères dont beaucoup furent détruits à la suite de l'intervention militaire chinoise au Tibet (1950-1951). 
La sphère culturelle du Kham est une des plus importantes et diversifiées du haut-plateau tibétain. Les dialectes du Kham sont des dialectes principaux de la langue tibétaine. Les habitants ne se nomment pas Böpa (bod pa), la désignation normale des Tibétains selon le gouvernement du Lhassa, mais Khampa (khams pa). Cependant, les Khampas ne sont pas reconnus comme une des 56 ethnies de la république populaire de Chine, ils sont donc considérés comme des Tibétains par la Chine.

## Végétation
L’opérateur radio Robert W. Ford rapporte que dans la région de Chamdo, dans les années 1940, les collines étaient nues et érodées, il ne restait que quelques bosquets de sapins ayant échappé au déboisement.
Selon un article du magazine GEO, avant l'arrivée des Chinois [Quand ?], la couverture forestière est encore de 221 000 km2. En 1985, elle est déjà réduite à 134 000. Plus de 40 % de la forêt a été abattue pour l'exploitation du bois, qui est ensuite exporté et ne profite donc pas à la population locale.